# Alice Neto de Sousa
Alice Neto de Sousa (Lisboa, 1993 - ) é uma poeta e dizedora de poesia. É a autora do poema "Março", escolhido para inaugurar as comemorações do 50º aniversário do 25 de Abril.

## Biografia
Alice Neto de Sousa nasceu em 1993, na antiga freguesia de São Sebastião da Pedreira, em Lisboa, tendo raízes angolanas. Relata que começou a escrever poesia algures entre a transição de criança para adolescente, usando a poesia como uma "forma de lidar com os problemas e inquietações". Já durante a licenciatura, manteve um blogue focado em séries e filmes; também escreveu textos de crítica cultural para uma revista universitária.
Licenciou-se e concluiu o mestrado na área da reabilitação psicomotora, especializando-se na área de delinquência juvenil. Prosseguiu os estudos com um curso de língua gestual portuguesa. Foi durante o seu mestrado, fruto de um desafio colocado no âmbito da disciplina de Corpo, Cultura e Pensamento Contemporâneo, ministrada por Gonçalo M. Tavares, que começou a declamar. Na primeira vez que o fez em público, com direito a aplausos, leu um trecho de "Uma Menina Está Perdida no Seu Século à Procura do Pai", do escritor. À medida que foi desenvolvendo o seu gosto pela escrita e prática poéticas, começou a frequentar Poetry Slams.
Intitulado "Só mais um pouco", o seu primeiro poema publicado foi editado em 2016, numa antologia. Em 2021, o seu poema "Terra" foi incluído na antologia Do que ainda nos sobra da guerra – e outros versos pretos, editada no Brasil pela Ipêamarelo.
O seu trabalho ganhou maior visibilidade no início de 2022, quando um vídeo da sua declamação de "Poeta" se tornou viral nas redes sociais. Escrito originalmente para a primeira edição da Powerlist 100 da BANTUMEN, o poema foi declamado por Alice Neto de Sousa na sua participação habitual no programa televisivo Bem-vindos, da RTP África, transmitido a 19 de janeiro desse ano.
Foi convidada a estar na abertura solene das comemorações do 50º aniversário da revolução de 25 de Abril, que decorreu a 23 de março de 2022, o dia a democracia em Portugal ultrapassou a duração da ditadura. Na cerimónia, recitou "Poeta" sobre uma composição da violinista Edvânia Moreno, e também um poema inédito, criado para assinalar a data, intitulado "Março". O manuscrito do poema foi um dos objetos colocados na cápsula do tempo criada para assinalar o aniversário do acontecimento, e que só será aberta em 2074, no centenário da revolução.
Cita como influências a poesia de Florbela Espanca, que leu desde muito cedo, e também a coreógrafa Pina Bausch.

## Reconhecimento
Foi reconhecida pela BANTUMEN como uma das "100 Personalidades Negras Mais Influentes da Lusofonia", na Powerlist 100 de 2022. No final de 2022, foi escolhida pela DGLab como recipiente de uma Bolsa de Criação Literária para o ano seguinte, na categoria de Poesia.